# تله-عقیم‌-بازگشت
تله-عقیم-بازگشت یا تله‌گذاری-عقیم‌سازی-بازگرداندن (به انگلیسی: Trap–neuter–return)، که همچنین به عنوان تله‌گذاری-عقیم‌سازی-آزادسازی نیز شناخته می‌شود، یک روش بحث‌برانگیز است که تلاش می‌کند تا جمعیت گربه‌های وحشی را مدیریت کند. این فرایند شامل به دام انداختن گربه‌ها، عقیم‌کردن آنها، پلاک نوک‌گوش برای شناسایی، و در صورت امکان، واکسینه کردن گربه‌ها و رها کردن آن‌ها در فضای باز است. اگر مکانی ناامن یا نامناسب تشخیص داده شود، گربه‌ها ممکن است به مناطق مناسب دیگر منتقل شوند (خانه‌های انباری/حیاط مزرعه، اغلب بهترین مکان در نظر گرفته می‌شوند). در حالت ایده‌آل، بزرگسالان و بچه گربه‌های دوست‌داشتنی به اندازه کافی جوان هستند که به راحتی اجتماعی شوند، نگهداری می‌شوند و برای فرزندخواندگی قرار می‌گیرند. گربه‌های وحشی که نمی‌توانند اجتماعی شوند، از روابط بیشتر انسانی پرهیز می‌کنند و در حبس وضعیت خوبی ندارند، بنابراین نگهداری نمی‌شوند. گربه‌هایی که از مشکلات پزشکی شدید مانند بیماری‌ها یا زخم‌های پایانی، مسری یا غیرقابل درمان رنج می‌برند، اغلب اتانازی می‌شوند.

## واژه‌شناسی

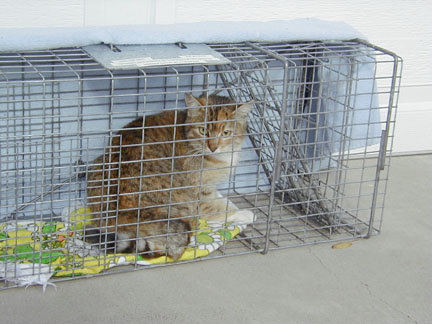
گربه در یک تله زنده برای روند تله-عقیم-رهاسازی گرفتار شد

تله-عقیم-بازگشت (TNR) معمولاً مخفف trap-neuter-return است. گاهی به عنوان تله-عقیم-آزادسازی توصیف می‌شود. کلمه «بازگشت» تأکید می‌کند که اکثر گربه‌های وحشی تحت چنین برنامه‌ای به مکان اصلی خود بازگردانده می‌شوند. مخفف‌ها و اصطلاحات مختلف عبارتند از: TNSR (برای trap-neuter/spay-return), TNVR (trap-neuter-vaccinate-return), TNRM (trap-neuter-release-maintain یا مدیریت) که در آن "حفظ "به‌طور کلی به این معنی است که مراقبان، گربه‌های وحشی را پس از بازگرداندن آنها به قلمروشان تغذیه و پایش می‌کنند، و TTVAR (تله-تست-واکسیناسیون -جایگزینی-رهاسازی) است.

### بحث «کشتن» یا «بدون کشتن» (اتانازی)
روش تله-خنثی-بازگشت (TNR) اغلب به عنوان یک جایگزین مناسب برای روش‌های کشنده با چندین مزیت به مقامات دولتی و سیاست‌گذاران ارائه می‌شود.